# Henrik Edin
Carl Henrik Wilhelm Edin, född 13 april 1989 i Johannebergs församling i Göteborg, är en svensk politiker (liberal). Han var Liberala ungdomsförbundets förbundsordförande mellan den 7 augusti 2015 och den 6 augusti 2016 och under den tiden adjungerad i Liberalernas partistyrelse.
Under sommaren 2015 genomförde han en omdiskuterad politisk kampanj i Stockholms tunnelbana mot Sverigedemokraterna. Med anledning av den politiska förskjutningen hos Moderaterna var Edin en av de som tidigt argumenterade för att bryta upp blockpolitiken.
Inför kongressen 2016 blev Edin utmanad av Joar Forssell och förlorade omröstningen på kongressen med siffrorna 60–38.
Edin var riksdagsledamot som ersättare för Robert Hannah från mars 2019 till maj 2019.